# Philip Kerr, 11. Marquess of Lothian

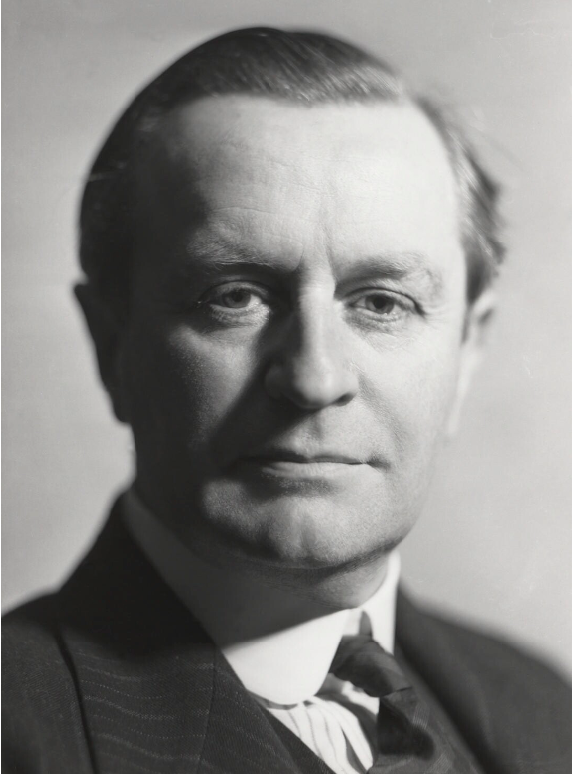
Philip Kerr, 11. Marquess of Lothian, 1935

Philip Henry Kerr, 11. Marquess of Lothian, KT, CH, PC (* 18. April 1882 in London; † 12. Dezember 1940 in Washington) war ein britischer Politiker, Journalist und Diplomat. Er war einer der Gründer der Federal Union und ein wichtiger Vordenker des europäischen Föderalismus. Zugleich war er einer der Hauptvertreter der britischen Appeasement-Politik in den 1930er Jahren.

## Leben
Philip Kerr war der ältere Sohn des Major General Lord Ralph Drury Kerr (1837–1916) aus dessen Ehe mit Lady Anne Fitzalan-Howard († 1931), Tochter des Henry Fitzalan-Howard, 14. Duke of Norfolk. Sein Vater war der dritte Sohn von John Kerr, 7. Marquess of Lothian. Nach einem geschichtswissenschaftlichen Studium am New College der Universität Oxford, das er 1904 als Master of Arts abschloss, war er von 1905 bis 1910 Regierungsbeamter in der Kapkolonie, der Oranjefluss-Kolonie und in Transvaal. 1910 kehrte er nach Großbritannien zurück, wo er bis 1916 Herausgeber des Journals The Round Table war. 1916 wurde er Privatsekretär des britischen Kriegs- und späteren Premierministers David Lloyd George. 1919 nahm er an der Pariser Friedenskonferenz teil. Für diese Tätigkeit wurde er im März 1920 in den Order of the Companions of Honour aufgenommen. Während der zwanziger Jahre kritisierte er mehrfach den Vertrag von Versailles, der zu schlechte Bedingungen für Deutschland gestellt habe.
Zusammen mit verschiedenen anderen ehemaligen Kolonialbeamten (die nach dem südafrikanischen Gouverneur Alfred Milner als Milner’s Kindergarten bezeichnet wurden), setzte Kerr sich für weitreichende Reformen ein, die den Kolonien ein größeres Mitspracherecht im britischen Commonwealth of Nations geben sollten. Dabei war Kerr, anders als die meisten anderen Kolonialbeamten, auch in Rassenfragen eher liberal eingestellt und sympathisierte mit der indischen Unabhängigkeitsbewegung um Mahatma Gandhi. Zugleich bemühte er sich um eine Verbesserung der anglo-amerikanischen Beziehungen.
Aus einer katholischen Familie stammend, entfernte sich Kerr im Lauf der Zeit von dieser Konfession und schloss sich, beeinflusst durch Nancy Astor, der Christian Science an.
Von 1921 bis 1922 leitete Kerr die United Newspapers. 1931 war er für vier Monate Chancellor of the Duchy of Lancaster und danach bis 1932 Unterstaatssekretär für Indien in der britischen Regierung. 1936 half er der amerikanischen Zeitung Washington Post, die Affäre des britischen Königs Eduard VIII. mit Wallis Simpson aufzudecken, die zur Abdankung Eduards VIII. führte.
Beim kinderlosen Tod seines Cousins Robert Kerr, 10. Marquess of Lothian (1874–1930) erbte er im März 1930 dessen schottische Adelstitel als 11. Marquess of Lothian, 12. Earl of Lothian, 13. und 11. Earl of Ancram, 11. Viscount of Briene, 14. Lord Jedburgh, 12. Lord Newbottle, 13. Lord Kerr of Nisbet, Langnewtoun and Dolphinstoun und 11. Lord Ker of Newbottle, Oxnam, Jedburgh, Dolphinstoun and Nisbet sowie dessen britischen Adelstitel 6. Baron Ker. Mit letzterem war ein unmittelbar Sitz im House of Lords verbunden.
In den 1930er Jahren näherte sich Lord Lothian den Ideen des europäischen Föderalismus an, in denen er angesichts der politischen Krise die einzige Möglichkeit zur Verhinderung eines neuen Weltkriegs sah. 1935 hielt er eine bekannt gewordene Rede mit dem Titel Pacifism is not enough (nor patriotism either) („Pazifismus genügt nicht (und Patriotismus auch nicht)“), in der er erklärte, ein System souveräner Nationalstaaten müsse auch bei eigentlich friedliebenden Regierungen zwangsläufig zu einem Krieg führen. Er forderte die Umwandlung des Völkerbunds in einen föderalen Staat. Nachdem Lord Lothian aufgrund seiner Sympathien für Deutschland als Mitglied des Cliveden Set die britische Appeasement-Politik unterstützt hatte, verstärkte er nach dem Münchner Abkommen 1938 seine Bemühungen um eine föderale Organisation Europas. Hierzu gründete er im November 1938 zusammen mit Lionel Curtis die Federal Union, eine der ersten nationalen Organisationen zur Förderung des europäischen Föderalismus. 1936 erhielt er die Ehrendoktorwürde der Universität Edinburgh als Doctor of Law (LL.D.) und 1939 die der Universität Oxford als Doctor of Civil Law (D.C.L.).
1939 bis 1940 war Lord Lothian britischer Botschafter in den USA. 1940 wurde er als Knight Companion in den Distelorden aufgenommen. Er starb im selben Jahr an einer Krankheit, nachdem er aufgrund seiner religiösen Überzeugungen eine medizinische Versorgung abgelehnt hatte.
Da er bis zum Ende seines Lebens unverheiratet geblieben war und keine Kinder hatte, fielen seine Adelstitel bei seinem Tod an seinen Cousin Peter Kerr. Das Anwesen Blickling Hall in Norfolk vererbte er an den National Trust.